# Flowerpower

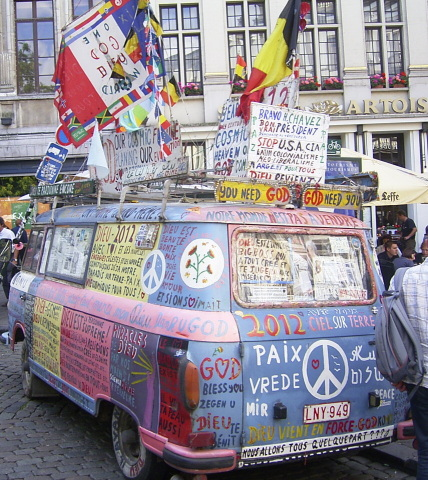
Een busje met flowerpowerleuzen en -vlaggen

Flowerpower was in de late jaren 60 en vroege jaren 70 een artistieke jeugdcultuur uit de Verenigde Staten. De term zou voor het eerst zijn gebruikt door de dichter Allen Ginsberg in 1965. Ze ontstond onder studenten in Californië, vooral in San Francisco, met name in de wijk Haight-Ashbury. De beweging kwam op stoom toen The Beatles zich ermee identificeerden en hun album Sgt. Pepper's Lonely Hearts Club Band uitkwam.
Het muziekfestival van Woodstock in 1969 vormde een hoogtepunt van de flowerpowerbeweging in de Verenigde Staten, dat in Europa navolging kreeg met de festivals op het eiland Wight (Isle of Wight Festival 1970) in het Verenigd Koninkrijk en het Holland Pop Festival in het Kralingse Bos te Rotterdam in Nederland. Psychedelische muziek, een anti-establishmenthouding en protest tegen de oorlog in Vietnam kwamen er ruim aan bod.
De mensen die in de flowerpower-subcultuur zaten werden ook wel hippies genoemd. Ze leefden vaak in communes, rookten wiet, dronken thee en luisterden naar psychedelische muziek. Ze protesteerden tegen de oorlog, honger en armoede op de wereld. De musical Hair geeft een goed beeld van de weerstand tegen de oorlog in Vietnam. Hippies vonden ook dat de mens in harmonie met de natuur moet leven. Het was een open manier van leven die niet altijd gewaardeerd werd door oudere generaties.
Hoewel ook in Europa en Canada groepen jonge mensen aspecten van de typische hippie levenswijze overnamen, was de oorspronkelijke flowerpowerbeweging toch een uiting van een tegencultuur binnen de Amerikaanse samenleving. In deze tijd beschouwden velen Amsterdam als een "magisch centrum", anderen Londen. Nederlandse exponenten waren kunstenaars als Simon Vinkenoog en Hans Plomp. Hasjiesj en wiet werden populair, hoewel het gebruik nog niet gedoogd werd. Er werd ook wel LSD gebruikt maar nog nauwelijks harddrugs en veel hippies wezen alcohol af als "bewustzijnsvernauwend".
Flowerpower drukte zich ook uit in kleding en haardracht: fleurige patronen en kleuren, haarbanden, slippers, ruwkatoenen hemden, wijdvallende kleding (vaak naar Indiase snit), of juist superstrakke kleding: in dezelfde tijd deden in de mode de minirok (1968) en de hotpants (1971) hun intrede om de onafhankelijkheid van de vrouw te benadrukken.
In de popmuziek was het nummer San Francisco (Be Sure to Wear Flowers in Your Hair) uit 1967, ook wel bekend naar het refrein "If you are going to San Francisco", van de Amerikaanse zanger Scott McKenzie, een iconisch geworden ode aan de beweging. The Flower Pot Men maakten eveneens in 1967 het enigszins gelijkende Let's Go to San Francisco.